# Trematosuchus sobeyi
Il trematosuco (Trematosuchus sobeyi) è un anfibio temnospondilo estinto, appartenente ai trematosauridi. Visse nel Triassico inferiore - Triassico medio (circa 248 - 242 milioni di anni fa) e i suoi resti fossili sono stati ritrovati in Sudafrica.

## Descrizione
Questo animale era di grandi dimensioni: il solo cranio era lungo oltre 42 centimetri, e si pensa che l'animale intero allo stadio adulto potesse sfiorare i quattro metri di lunghezza. Il cranio era di forma triangolare se visto dall'alto, e possedeva un muso allungato e stretto. Le orbite erano estremamente piccole e arrotondate, soprattutto se confrontate con quelle di altre forme simili quali Trematosaurus. Erano presenti septomaxilla e interfrontale, mentre le ossa parietali non si restringevano anteriormente come invece accadeva in altri trematosauridi. I canali sensoriali sopraorbitali correvano lungo il margine mediale del lacrimale e non lo attraversavano.

## Classificazione
I primi fossili di questo animale vennero scoperti in terreni del Triassico inferiore - medio (zona a Cynognathus) in Sudafrica, nei pressi di Komani. Vennero descritti come una nuova specie del genere europeo Trematosaurus (T. sobeyi) da Haughton nel 1915, ma solo quattro anni dopo David Meredith Seares Watson fu in grado di attribuire questi fossili a un genere a sé stante, Trematosuchus. 
Trematosuchus si differenziava dal genere europeo per alcune caratteristiche osteologiche e per le maggiori dimensioni. Studi più recenti hanno dimostrato che questo animale era effettivamente strettamente imparentato con Trematosaurus; questi due generi erano membri dei trematosauridi, un gruppo di anfibi temnospondili tipici del Triassico, caratterizzati da crani piatti e triangolari, solitamente allungati. In particolare risulterebbero affini a Luzocephalus e classificati nella sottofamiglia Trematosaurinae, dotati di crani meno allungati di altri trematosauridi come Aphaneramma.